# Protracheoniscus plitvicensis
Protracheoniscus plitvicensis is een pissebed uit de familie Trachelipodidae. De wetenschappelijke naam van de soort is voor het eerst geldig gepubliceerd in 1930 door Karl Wilhelm Verhoeff.